# Benjamin Guggenheim
Benjamin Guggenheim (ur. 26 października 1865, zm. 15 kwietnia 1912) – amerykański biznesmen i spadkobierca przemysłowej rodziny Guggenheim. Zginął w katastrofie Titanica.

## Młodość i kariera
Urodził się w Filadelfii w stanie Pensylwania i był piątym z siedmiu synów zamożnego przemysłowca Meyera Guggenheima (1828–1905) i Barbary Myers (1834–1900).
Kiedy przejął rodzinny biznes, zyskał przydomek „srebrny książę”, które wzięło się od jego zainteresowania tym cennym metalem. W wieku dwudziestu lat przybył do Kolorado, by pokierować rodzinnymi kopalniami w Leadville. Pod wpływem inspiracji postanowił zająć się także wytopem metali, więc wkrótce w Pueblo powstał pierwszy zakład, a niedługo potem kolejne. Biznes szybko się rozwijał i stał się całkiem dochodowy dla Guggenheimów.
W 1894 r. poślubił Florette Seligman (1870–1937), córkę Jamesa Seligmana, starszego partnera w firmie J & W Seligman. Miał z nią trzy córki: Benitę Rosalind Guggenheim (1895–1927), Marguerite „Peggy” Guggenheim (1898–1979) i Barbarę Hazel Guggenheim (1903–1995). Ponieważ jego małżeństwo się nie układało, często przebywał z dala od żony. Najczęściej pod pretekstem interesów wyjeżdżał z Nowego Jorku, m.in. do Paryża, gdzie miał apartament.
Po przerwie w Europie, wrócił do USA i zajął się budową maszyn górniczych. W 1906 r. firma stała się częścią międzynarodowego przedsiębiorstwa pomp parowych. Po kilku latach pełnienia funkcji przewodniczącego komitetu wykonawczego firmy, został w 1909 r. wybrany jej prezesem.

## Na pokładzie Titanica
Wracając w 1912 r. z Europy, Guggenheim początkowo miał zarezerwowaną podróż na Lusitanii, ale rejs został odwołany z powodu naprawy liniowca. Zamiast tego zdecydował się na podróż do Nowego Jorku na pokładzie Titanica, nowego statku linii White Star Line. W Southampton wsiadł na statek w towarzystwie swojej kochanki, francuskiej piosenkarki Madame Léontine Aubart (1887–1964), lokaja Victora Giglio (1888–1912), szofera René Pernota (1872–1912), oraz pokojówki pani Aubart, Emmy Sägesser (1887–1964). Razem z Giglio zajął kabinę B35, a Aubart i Sägesser B82. Pernot zamieszkał w nieznanej kabinie w drugiej klasie.
Guggenheim i Giglio spali, kiedy Titanic trafił na górę lodową. Zostali jednak obudzeni przez Aubart i Sägesser, które poczuły kolizję. Guggenheim niechętnie dał się przekonać do wstania z łóżka i ubrania. Steward Henry Samuel Etches pomógł mu założyć pas ratunkowy i sweter, po czym skierował go razem z Giglio i obiema paniami do łodzi ratunkowej.
Aubart i Sägesser niechętnie wsiadły do łodzi nr 9, a Guggenheim powiedział do dziewczyny po niemiecku: „Wkrótce znów się zobaczymy! To tylko naprawa. Jutro Titanic ruszy dalej”. Zdawał sobie jednak sprawę, że sytuacja była dużo bardziej poważna niż sugerował. Wiedział również, że nie będzie się ratował, więc wrócił z Giglio do kabiny, by mogli włożyć swoje najlepsze wieczorowe stroje. Później byli widziani jak zmierzają w kierunku wielkich schodów. Członkom załogi powiedział, „Ubraliśmy się w nasze najlepsze stroje i przygotowaliśmy się, by zejść jak dżentelmeni”. Poprosił też członka załogi, by jego żonie Florette przekazał wiadomość, „Jeśli coś mi się stanie powiedz mojej żonie, że mój sekretarz i ja poszliśmy na dno, powiedz jej też, że do końca grałem uczciwie. Żadna kobieta nie będzie zostawiona na pokładzie tego statku tylko dlatego, że Ben Guggenheim jest tchórzem”. Potem ostatni raz byli widziani, kiedy siedzieli przy schodach popijając brandy i paląc cygara. Ich ciał, jeśli nawet zostały wyłowione, nigdy nie zidentyfikowano. Podczas katastrofy zginął również szofer Guggenheima, René Pernot.

## Dziedzictwo
Po śmierci Guggenheima rodzina była strapiona utratą jednego ze swoich członków. Jego brat Daniel powiedział dziennikarzom The New York Times, że „czuje się bardzo przejęty sytuacją, która zaistniała po katastrofie”.
W swoim testamencie, zostawił jedną trzecią majątku żonie Florette, a pozostałą część swoim trzem córkom. Wcześniej przekazały 115 000 dolarów na cele charytatywne.
Benjamin Guggenheim był jedną z najwybitniejszych amerykańskich ofiar katastrofy Titanica. Jego postać pojawia się w licznych filmach i serialach telewizyjnych ukazujących zatonięcie statku, m.in.:
- Titanic (1953) – gra go Camillo Guercio (niewymieniony w napisach)
- A Night to Remember (1958) – gra go Harold Goldblatt
- S.O.S. Titanic (1979) – gra go John Moffatt
- Titanic (1997) – gra go Michael Ensign